# Circle of Danger
Circle of Danger és una pel·lícula de thriller britànica de 1951 dirigida per Jacques Tourneur protagonitzada per Ray Milland, Patricia Roc, Marius Goring, Hugh Sinclair i Naunton Wayne. Un estatunidenc viatja a Anglaterra per descobrir la veritat darrere de la mort del seu germà durant la Segona Guerra Mundial. El guió fou escrit per Philip MacDonald.

## Argument
Clay Douglas investiga la misteriosa mort del seu germà. Aquest últim va formar part dels comandos britànics durant la Segona Guerra Mundial i va ser assassinat per una bala anglesa. Clay està convençut que l'assassí es troba entre els supervivents.

## Repartiment
- Ray Milland com a Clay Douglas
- Patricia Roc com a Elspeth Graham
- Marius Goring com a Sholto Lewis
- Hugh Sinclair com a Hamish McArran
- Naunton Wayne com a Reggie Sinclair
- Edward Rigby com a Idwal Llewellyn
- Marjorie Fielding com Margaret McArran
- John Bailey com a Pape Llewellyn
- Colin Gordon com a coronel. Fairbairn
- Dora Bryan com a Bubbles Fitzgerald
- Reginald Beckwith com a Oliver
- David Hutcheson com Tony Wrexham
- Michael Brennan com a Bert Oakshott
- Peter Butterworth com Ernie (The Diver) (sense acreditar)

## Recepció crítica
A The New York Times el seu crític anònim va escriure: "La moderació britànica en l'actuació i el diàleg és gairebé dolorosament evident al llarg del procediment". Tot i que l'actuació de Milland és elogiada per la seva "naturalitat, una qualitat que, es podria afegir, pot ser deguda en part als diàlegs sense adorns i sovint experts de Philip MacDonald", la pel·lícula malgrat un repartiment de suport britànic decent, "encara és una aventura poc emocionant i en gran part plàcida". Dennis Schwartz va escriure sobre la pel·lícula el 2013: "Tot i que és rutinària, l'altament qualificat Tourneur fa tot el possible per mantenir-la animada, visible i agradable."